# 沃森环形山

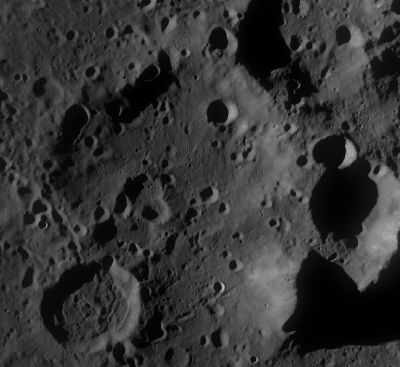
月球勘测轨道飞行器拍摄的图像

沃森环形山（Watson）是位于月球背面南部区的一座古老撞击坑，约形成于39.2-38.5亿年前的酒海纪，其名称取自加拿大裔美籍天文学家詹姆斯·克雷格·沃森（1838年-1880年），1970年被国际天文学联合会批准接受。

## 描述
该陨坑西北靠近斐索环形山、东北毗邻与巨大的环壁平原-巴伊环形山，匹兹伐环形山则坐落在它的东面。该陨坑中心月面坐标为62°35′S 124°03′W / 62.59°S 124.05°W，直径59.43公里，深度约2.71公里。
沃森环形山因存续期悠长而严重损毁，边缘参差不齐，坑壁已钝化磨平，东南侧与卫星坑“沃森 G”相接壤。陨坑最大高出周边地形1200米，内部容积约2982立方公里。沿坑壁及坑底遍布了大量的小坑穴，其中沿南侧内壁及坑底覆盖了一对相连的撞击坑，紧挨东北坑底坐落了另一座圆杯状的小陨坑，坑内没有中央峰。

## 卫星陨石坑
按惯例，最靠近沃森环形山的卫星坑在月图上以字母标注在该坑中心点的旁边。

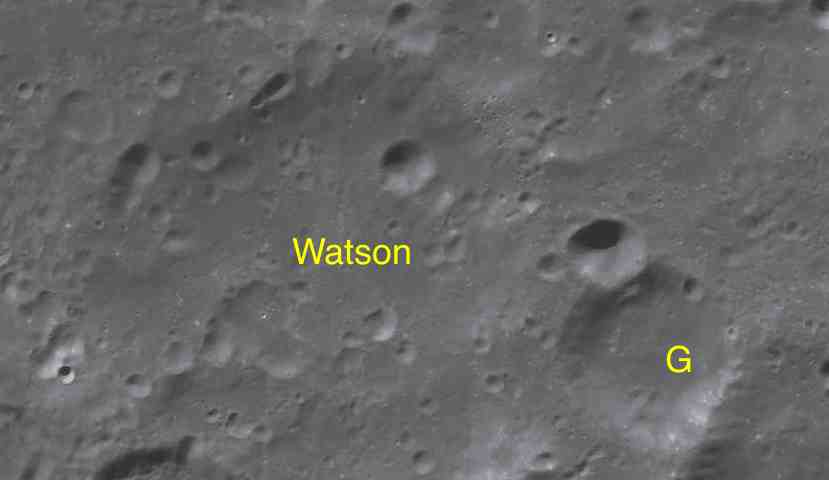
LAC-134 区域图

| 沃森 | 纬度    | 经度     | 直径    |
| ---- | ------- | -------- | ------- |
| G    | 63.3° S | 120.3° W | 34 公里 |

- 卫星坑“沃森 G”约形成于早雨海世[1]。

## 另请参阅
- Andersson, L. E.; Whitaker, E. A. . NASA RP-1097. 1982.
- Blue, Jennifer. . USGS. July 25, 2007  [2007-08-05]. （原始内容存档于2013-02-13）.
- Bussey, B.; Spudis, P. . New York: Cambridge University Press. 2004. ISBN 978-0-521-81528-4.
- Cocks, Elijah E.; Cocks, Josiah C. . Tudor Publishers. 1995. ISBN 978-0-936389-27-1.
- McDowell, Jonathan. . Jonathan's Space Report. July 15, 2007  [2007-10-24]. （原始内容存档于2012-05-26）.
- Menzel, D. H.; Minnaert, M.; Levin, B.; Dollfus, A.; Bell, B. . Space Science Reviews. 1971, 12 (2): 136–186. Bibcode:1971SSRv...12..136M. doi:10.1007/BF00171763.
- Moore, Patrick. . Sterling Publishing Co. 2001. ISBN 978-0-304-35469-6.
- Price, Fred W. . Cambridge University Press. 1988. ISBN 978-0-521-33500-3.
- Rükl, Antonín. . Kalmbach Books. 1990. ISBN 978-0-913135-17-4.
- Webb, Rev. T. W.  6th revised. Dover. 1962. ISBN 978-0-486-20917-3.
- Whitaker, Ewen A. . Cambridge University Press. 1999. ISBN 978-0-521-62248-6.
- Wlasuk, Peter T. . Springer. 2000. ISBN 978-1-85233-193-1.